# Alicja Kisielewska
Alicja Kisielewska – polska filmoznawczyni, dr hab. nauk humanistycznych, profesor nadzwyczajny Katedry Filozofii i Kulturoznawstwa Wyższej Szkoły Administracji Publicznej im. Stanisława Staszica w Białymstoku i Międzywydziałowego Instytutu Kulturoznawstwa i Sztuki Wydziału Filologicznego Uniwersytetu w Białymstoku.

## Życiorys
21 lutego 1995 obroniła pracę doktorską Film w twórczości Andrzeja Struga, 14 maja 2010 habilitowała się na podstawie oceny dorobku naukowego i pracy zatytułowanej Polskie tele-sagi – mitologie rodzinności. Objęła stanowisko profesora nadzwyczajnego w Katedrze Filozofii i Kulturoznawstwa w Wyższej Szkole Administracji Publicznej im. Stanisława Staszica w Białymstoku i Międzywydziałowym Instytucie Kulturoznawstwa i Sztuki na Wydziale Filologicznym Uniwersytetu w Białymstoku.
Jest dyrektorem Międzywydziałowego Instytutu Kulturoznawstwa i Sztuki na Wydziale Pedagogiki i Psychologii Uniwersytetu w Białymstoku i na Wydziale Filologicznym Uniwersytetu w Białymstoku, oraz członkiem zarządu Polskiego Towarzystwa Kulturoznawczego.

## Publikacje
- 1998: „Klan” i klan – czyli świat serialu telewizyjnego[1]
- 2006: Seriale telewizyjne a kreowanie świadomości zbiorowej[1]
- 2010: Telewizyjne atrakcej paratekstualne[1]
- 2013: Polish Tv Serials: A World of Mythologized Images[1]